# 54-й армійський корпус (Третій Рейх)
54-й армі́йський ко́рпус (нім. LIV. Armeekorps) — армійський корпус Вермахту за часів Другої світової війни.

## Історія
LIV-й армійський корпус був сформований 1 червня 1941. З 25 січня 1943 по січень 1944 — «група генерала Хільперта». 27 січня 1944 на базі LIV-го корпусу була утворена група Шпонгеймера, яка згодом 23 лютого 1944 перейменована на армійську групу «Нарва».

## Райони бойових дій
- СРСР (південний напрямок) (червень 1941 — січень 1944);
- СРСР (північний напрямок) (січень — лютий 1944).

## Командування

### Командири
- генерал кавалерії Ерік Гансен (нім. Erik Hansen) (1 червня 1941 — 20 січня 1943);
- генерал-полковник Карл Гільперт (нім. Carl Hilpert) (20 січня — 1 серпня 1943);
- генерал від інфантерії Отто Шпонгаймер (нім. Otto Sponheimer) (1 серпня 1943 — 27 січня 1944).

## Бойовий склад 54-го армійського корпусу
Формування управління, забезпечення та підтримки
- 20-те артилерійське командування (Arko 20), з восени 1942 - 138-ме арткомандування (Arko 138),
- 454-те управління корпусного постачання (Korps-Nachschubtruppen 454);
- 454-й корпусний батальйон зв'язку (Korps-Nachrichten-Abteilung 454).

- 50-та піхотна дивізія (50. Infanterie-Division);
- 170-та піхотна дивізія (170. Infanterie-Division).

- 72-га піхотна дивізія (72. Infanterie-Division);
- 73-тя піхотна дивізія (73. Infanterie-Division).

- 50-та піхотна дивізія;
- 132-га піхотна дивізія (132. Infanterie-Division).

- 24-та піхотна дивізія (24. Infanterie-Division);
- 50-та піхотна дивізія;
- 72-га піхотна дивізія;
- 132-га піхотна дивізія.

- 22-га піхотна дивізія (22. Infanterie-Division).
- 24-та піхотна дивізія;
- 50-та піхотна дивізія;
- частини:
  - 73-ї піхотної дивізії;
  - 46-ї піхотної дивізії (46. Infanterie-Division);
  - 132-ї піхотної дивізії;
- 4-та румунська гірська дивізія (4. rumänische Gebirgs-Division).

- 250-та піхотна дивізія (250. Infanterie-Division).

- 170-та піхотна дивізія;
- 250-та піхотна дивізія;
- Поліційна дивізія СС (SS-Polizei-Division);
- 5-та гірсько-піхотна дивізія (5. Gebirgs-Division).

- 250-та піхотна дивізія;
- Поліційна дивізія СС;
- 5-та гірсько-піхотна дивізія.

- 26-й армійський корпус (XXVI. Armeekorps);
- 1-ша піхотна дивізія (1. Infanterie-Division);
- 223-тя піхотна дивізія (223. Infanterie-Division);
- 5-та гірсько-піхотна дивізія.

- 21-ша піхотна дивізія (21. Infanterie-Division);
- 24-та піхотна дивізія (24. Infanterie-Division);
- 58-ма піхотна дивізія (58. Infanterie-Division);
- 254-та піхотна дивізія (254. Infanterie-Division);
- Поліційна дивізія СС.

- 11-та піхотна дивізія (11. Infanterie-Division);
- 24-та піхотна дивізія;
- 225-та піхотна дивізія (225. Infanterie-Division);
- 254-та піхотна дивізія (254. Infanterie-Division);
- Поліційна дивізія СС.

- 11-та піхотна дивізія;
- 24-та піхотна дивізія;
- 225-та піхотна дивізія (225. Infanterie-Division).